# 神字川
神字川（かんじがわ）は、新潟県南魚沼市を流れる一級河川で、信濃川水系登川の支流（土石流危険渓流）である。

## 地理
- 水源は魚沼連峰県立自然公園の割引岳 (1,930.9m) 。上流部の金山沢は『新・日本百名谷』に選定[1]。登川への合流点から500m が一級河川である[2]。

## 流域自治体
新潟県
- 南魚沼市

## 歴史
神路入りには、焼き物に適した土があり姥沢新田村に安政5年（1776年）上野国山田郡から七郎右衛門が来て焼き始めたという。

## 主な災害
- 2011年（平成23年）- 7月、新潟・福島豪雨で土石流被害。
  - 魚沼コシヒカリ標高400m 栽培地帯 『台原（だいっぱら）』の用水取入口が流失。

## 並行する交通
道路
- 国道291号